# Ganonema delios
Ganonema delios is een schietmot uit de familie Calamoceratidae. De soort komt voor in het Oriëntaals gebied.